# FK Czystiakowe
FK Czystiakowe (ukr. Футбольний клуб «Чистякове», Futbolnyj Kłub "Czystiakowe") – ukraiński klub piłkarski z siedzibą w Czystiakowe, w obwodzie donieckim.
W latach 1965–1970 występował w rozgrywkach Mistrzostw ZSRR.

## Historia
Chronologia nazw:
- 19??—1941: Stachanoweć Czystiakowo (ukr. «Стахановець» Чистяково)
- 1945—1963: Szachtar Czystiakowo (ukr. «Шахтар» Чистяково)
- 1964—19??: Szachtar Torez (ukr. «Шахтар» Торез)
- 1992—1995: Krystał Torez (ukr. «Кристал» Торез)
- 1996—1997: Szachtar Torez (ukr. «Шахтар» Торез)
- 1997—1998: Szachtar-Prohres Torez (ukr. «Шахтар-Прогрес» Торез)
- 200?—2003: FK Torez (ukr. ФК «Торез»)
- 2004—2007: Szachtar Torez (ukr. «Шахтар» Торез)
- 2008—2016: FK Torez (ukr. ФК «Торез»)
- 2016—...: FK Czystiakowe (ukr. ФК «Чистякове»)

Drużyna piłkarska Stachanoweć Czystiakowo została założona w mieście Czystiakowo w XX wieku i reprezentowała miejscową kopalnię węgla. W 1938 roku zespół debiutował w rozgrywkach Pucharu ZSRR. W 1945 zmienił nazwę na Szachtar Torez i występował w rozgrywkach mistrzostw i Pucharu obwodu donieckiego. W 1965 klub debiutował w Klasie B, 3 strefie ukraińskiej Mistrzostw ZSRR, w której występował do 1970. W sezonie 1970 w wyniku kolejnej reorganizacji systemu lig ZSRR zajął najpierw 13. miejsce w Klasie B, 1 strefie ukraińskiej, a potem w turnieju finałowym ostatnie, 27. miejsce. Klub został pozbawiony statusu profesjonalnego i dalej kontynuował występy w mistrzostwach i Pucharze obwodu.
Od początku rozgrywek w niezależnej Ukrainie klub pod nazwą Krystał Torez występował w rozgrywkach mistrzostw Ukrainy spośród zespołów amatorskich. W sezonie 1992/93 zajął czwarte miejsce w 5 grupie. W następnym sezonie 1993/94 zajął trzecie miejsce w 4 grupie, w 1994/95 był czwarty w 5 grupie. Po rocznej przerwie w sezonie 1996/97 przywrócił nazwę Szachtar Torez i zajął trzecie miejsce w 4 grupie. W sezonie 1997/98 zmienił nazwę na Szachtar-Prohres Torez i był piąty w 4 grupie. Potem dopiero w 2003 klub pod nazwą FK Torez ponownie startował w Amatorskiej Lidze, ale zajął ostatnie, 5. miejsce w 4 grupie. Obecnie jako drużyna amatorska kontynuuje występy w rozgrywkach Mistrzostw i Pucharu obwodu donieckiego.
W maju 2016 w związku ze zmianą nazwy miasta na Czystiakowe, zmienił nazwę na FK Czystiakowe.

## Sukcesy
- Klasa B, 2 strefa ukraińska:

19. miejsce: 1969
- Puchar ZSRR:

1/128 finału: 1938
- Amatorska Liga:

3. miejsce w 4 podgrupie: 1993/94